# Pulau Teor
Pulau Teor är en ö i Indonesien.   Den ligger i provinsen Moluckerna, i den östra delen av landet, 2 800 km öster om huvudstaden Jakarta. Arean är 22,7 kvadratkilometer.
Terrängen på Pulau Teor är lite kuperad. Öns högsta punkt är 332 meter över havet. Den sträcker sig 9,7 kilometer i nord-sydlig riktning, och 4,2 kilometer i öst-västlig riktning.